# Anne Geneviève de Lévis
Anne Geneviève de Lévis (febbraio 1673 – Parigi, 20 marzo 1727) è stata una nobile francese.
Appartenente al nobile casato di Lévis, duchessa di Rohan-Rohan e principessa di Soubise per matrimonio, Anne Geneviève fu l'unica figlia di Madame de Ventadour, Educatrice dei bambini reali, tra cui il giovane Luigi XV. 
Si sposò due volte ed ebbe figli dal suo secondo marito. Morì a Parigi all'età di cinquantaquattro anni.

## Biografia
Anne Geneviève fu l'unica figlia di Louis Charles de Lévis e di sua moglie Charlotte de La Motte Houdancourt. I suoi genitori si erano sposati nel 1671 a Parigi. Suo padre era duca di Ventadour e governatore del Limosino (1647–1717). Il duca era generalmente considerato "orribile" — molto brutto, fisicamente deforme, e sessualmente depravato — ma i privilegi di essere una duchessa compensavano per l'unione sfortunata, per esempio le tabouret: in una lettera a sua figlia, Madame de Sévigné descrisse un incidente che ebbe luogo a St. Germain durante un'udienza con la Regina. 

"… molte duchesse entrarono, inclusa la bellissima ed incantevole Duchessa di Ventadour. C'era un po' di ritardo prima che portassero lo sgabello sacro. Mi voltai verso il Gran Maestro e dissi: "Oh, basta darglielo. Certamente le costa abbastanza" ed egli fu d'accordo.
Da nubile, era denominata Mademoiselle de Ventadour. 
Poiché non aveva fratelli, suo padre la rese sua erede. Louis Charles de Lévis morì nel 1717 e lei gli succedette nelle sue terre, che passarono al Casato di Rohan. Il Ducato di Ventadour, tuttavia, si estinse.
Nel 1689, secondo le memorie del marquis de Dangeau, Anne Geneviève fu una possibile sposa per  Jacques Henri de Durfort (1670-1697), Figlio di Jacques Henri de Durfort (1625-1704) e Marguerite Félice de Lévis - quest'ultima era la zia paterna di Anne Geneviève rendendo lo sposo proposto suo primo cugino. Il matrimonio non si concretizzò mai così la madre di Anne Geneviève, così come la nonna Louise de Prie, si opposero all'unione.
Si sposò due volte; la prima con Louis Charles de La Tour d'Auvergne, denominato prince de Turenne e figlio ed erede di Goffredo Maurizio de La Tour d'Auvergne e di una delle famose Mazarinettes, Maria Anna Mancini. La coppia si sposò a Parigi il 16 febbraio 1691. Poiché il Casato di La Tour d'Auvergne aveva il rango di prince étranger a Versailles, ciò le dava diritto all'appellativo di "Altezza". Come tale, di Anne Geneviève assunse questa denominazione.
Come parte della sua dote, le fu data la Signoria di Roberval che andò al Casato di La Tour d'Auvergne.
La coppia non ebbe figli, poiché Louis fu chiamato a prendere parte alla Battaglia di Steenkerque nel 1692 e morì essendo stato ferito. La giovane Principessa di Turenne rimase vedova all'età di diciannove anni.
Successivamente, si sposò con un membro del Casato di Rohan. Si sposò nuovamente il 15 febbraio 1694 con Hercule Mériadec de Rohan, figlio di François de Rohan, Principe di Soubise e Anne Julie de Rohan, un tempo amante di Luigi XIV. Poiché anche i Principi del Casato di Rohan avevano il rango di principi stranieri, Anne Geneviève fu abile a mantenere il suo stile di "Sua Altezza".
Dal suo secondo matrimonio nacquero cinque figli, tre dei quali avrebbero avuto discendenza. Perse il suo unico figlio maschio Jules di vaiolo nel 1724, così come sua nuora Anne Julie de Melun.
Suo nipote, Charles, Principe di Soubise nacque nel 1710 e dopo la morte dei suoi genitori, fu cresciuto da suo nonno Hercule Mériadec. Charles fu in seguito un grande amico di Luigi XV e il bisnonno dell'assassinato Duca di Enghien, attraverso la figlia maggiore Carlotta. La sua secondogenita Charlotte Armande fu la Badessa di Jouarre. Charlotte Armande succedette a sua zia Anne Marguerite de Rohan come badessa nel 1721.
Morì a Parigi a Rue de Paradis. over the night of Friday 20/21 March 1727 Fu sepolta tre giorni dopo nell'Église de La Merci nella capitale. suo marito si sposò nuovamente nel 1732 con Marie Sophie de Courcillon. Hercule Mériadec morì nel 1749.

## Discendenza
- Louise Françoise de Rohan (4 gennaio 1695 – 27 luglio 1755) sposò Guy Jules Paul de La Porte Mazarin, nipote di Armand Charles de La Porte de La Meilleraye ed Ortensia Mancini; ebbero figli e furono nonni di Louise d'Aumont, per tale l'attuale Principe di Monaco è un discendente di Anne Geneviève;
- Charlotte Armande de Rohan, Badessa di Jouarre (19 gennaio 1696 – 2 marzo 1733) nubile;
- Jules François Louis de Rohan, Principe di Soubise (16 gennaio 1697 – 6 maggio 1724) sposò Anne Julie de Melun, figlia di Louis de Melun ed Élisabeth Thérèse de Lorraine, ed ebbe figli; morì di vaiolo;
- Marie Isabelle Gabrielle Angélique de Rohan (17 gennaio 1699 – 15 gennaio 1754) sposò Marie Joseph d'Hostun de La Baume-Tallard, Duca di Hostun, Duca di Tallard (figlio di Camille d'Hostun), senza figli; fu la Governante dei figli di Francia;
- Louise Gabrielle Julie de Rohan (11 agosto 1704 – dopo il 12 marzo 1741) sposò Hercule Mériadec de Rohan, principe di Guéméné, ed ebbe figli incluso il Principe di Guéméné.

## Titoli e trattamento
- febbraio 1673 – 16 febbraio 1691: Mademoiselle de Ventadour
- 16 febbraio 1691 – 4 agosto 1692: Sua Altezza, la Principessa di Turenne
- 4 agosto 1692 – 15 febbraio 1694: Sua Altezza, la Principessa vedova di Turenne
- 15 febbraio 1694 – 18 dicembre 1714: Sua Altezza, la Principessa di Maubuisson
- 18 dicembre 1714 – 20 marzo 1727: "Sua Altezza, la Duchessa di Rohan-Rohan, Principessa di Soubise